# روبرت جي. فولر
روبرت جي. فولر (بالإنجليزية: Robert George Fowler)‏ هو طيار أمريكي، ولد في 10 أغسطس 1884 في سان فرانسيسكو في الولايات المتحدة، وتوفي في 15 يونيو 1966 في سان خوسيه في الولايات المتحدة بسبب نوبة قلبية.

## وصلات خارجية
- روبرت جي. فولر على موقع IMDb (الإنجليزية)